# Maurowie
Maurowie – współcześnie mieszkańcy: Mauretanii, części Algierii i Maroka, natomiast w średniowieczu, przez blisko osiem stuleci, ludy (w większości Berberowie z niewielką domieszką Arabów) zamieszkujące znaczne partie Półwyspu Iberyjskiego, wywierające ogromny wpływ na kulturę i architekturę dzisiejszej Hiszpanii i Portugalii.

## Pochodzenie nazwy

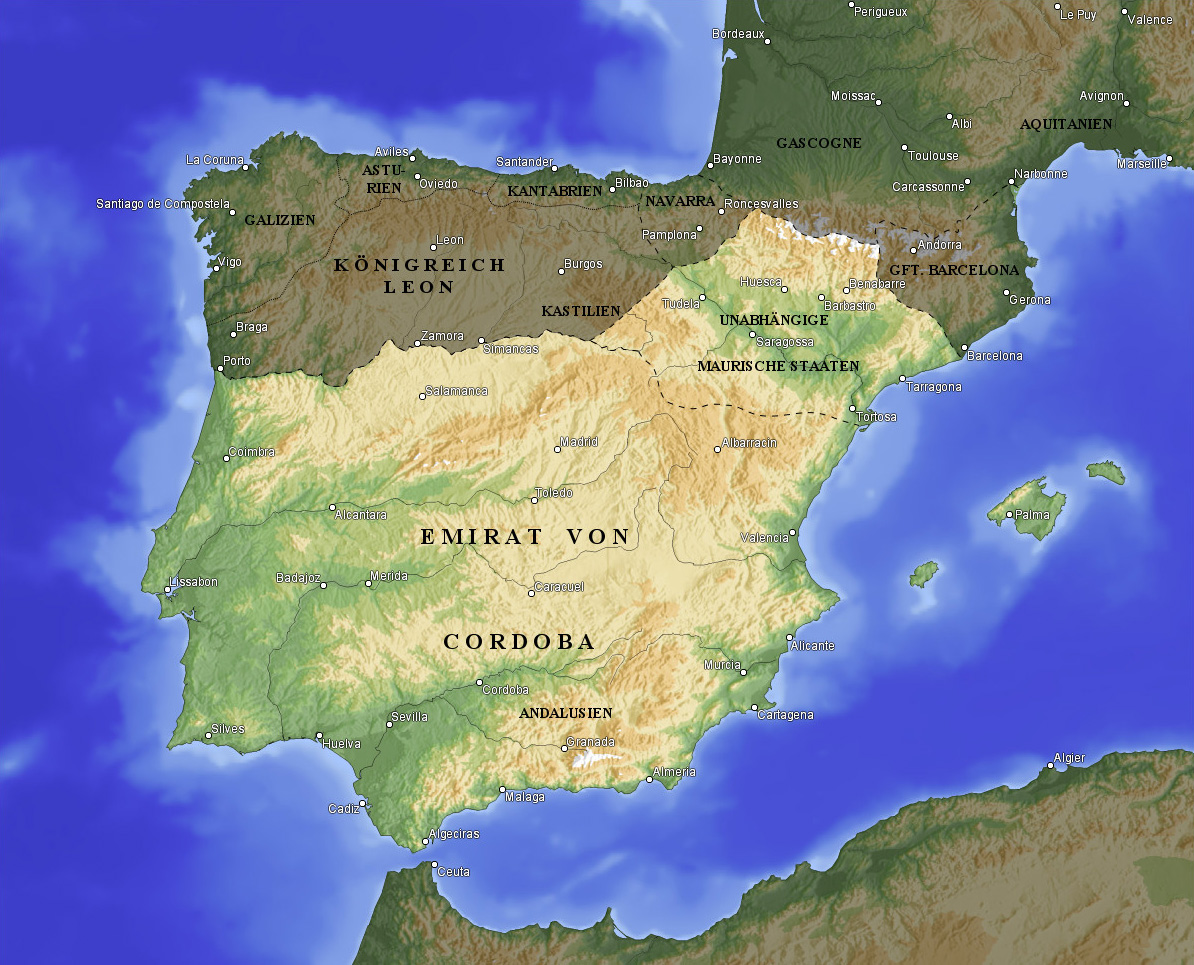
Zasięg posiadłości muzułmańskich na Półwyspie Iberyjskim w 910 roku

Słowo Maurowie (łac. Mauri) pochodzi od Mauretanii, nazwy krainy historyczno-geograficznej, obecnie zachodniej części Algierii i północnego Maroka. W różnych okresach historycznych zmieniało ono swoje znaczenie:
1. nazwa nadana przez Rzymian ludności Mauretanii, późniejszej prowincji rzymskiej, zamieszkiwanej przede wszystkim przez Berberów. Według niektórych autorów nazwa Maurów wywodzi się z niewielkiego numidyjskiego plemiennego królestwa Maure istniejącego w trzecim stuleciu p.n.e. w dzisiejszym Maroku[1]. „Grecy nazywali ich Moryskami” pisał Strabon, „a Rzymianie Maurami”[2];
2. w literaturze wczesnochrześcijańskiej nazwa berberyjsko-numidyjskich mieszkańców północno-zachodnich krajów Afryki;
3. w średniowiecznej Europie nazywano tak muzułmańskich mieszkańców Półwyspu Iberyjskiego, którzy stworzyli państwo muzułmańskie na obszarze dzisiejszej Andaluzji, sięgając – w dobie podbojów w VII-VIII wieku – do środkowej Francji;
4. obecnie nazwy tej używa się w odniesieniu do ludności Mauretanii, części Algierii, północnego Maroka i Sahary Zachodniej, przeważnie do jej nieczarnoskórej części lub osób pochodzenia mieszanego.

W średniowieczu nazwą Maurów określano w Europie wszystkich muzułmanów zamieszkujących zarówno Andaluzję, jak i północne obszary Afryki, wywodzących się od Arabów, jak i Berberów. Nazwa ta, wiążąca się jednoznacznie z muzułmańskimi mieszkańcami Hiszpanii, jest w czasach dzisiejszych archaizmem i odnosi się głównie do mieszkańców północnych wybrzeży śródziemnomorskiej Afryki, przede wszystkim Maroka.
Dzisiejsze hiszpańskie określenie Moreno – także pejoratywne – oznacza człowieka o ciemnej karnacji skóry, śniadego lub przesadnie opalonego.
Polskie słowo murzyn pochodzi z niem. Mohr, co z kolei wywodzi się od łac. maurus (-a, -um), plur. mauri (-orum) – czarny, będącym rzymskim określeniem mieszkańców dzisiejszego Maghrebu.

## Dzieje Maurów

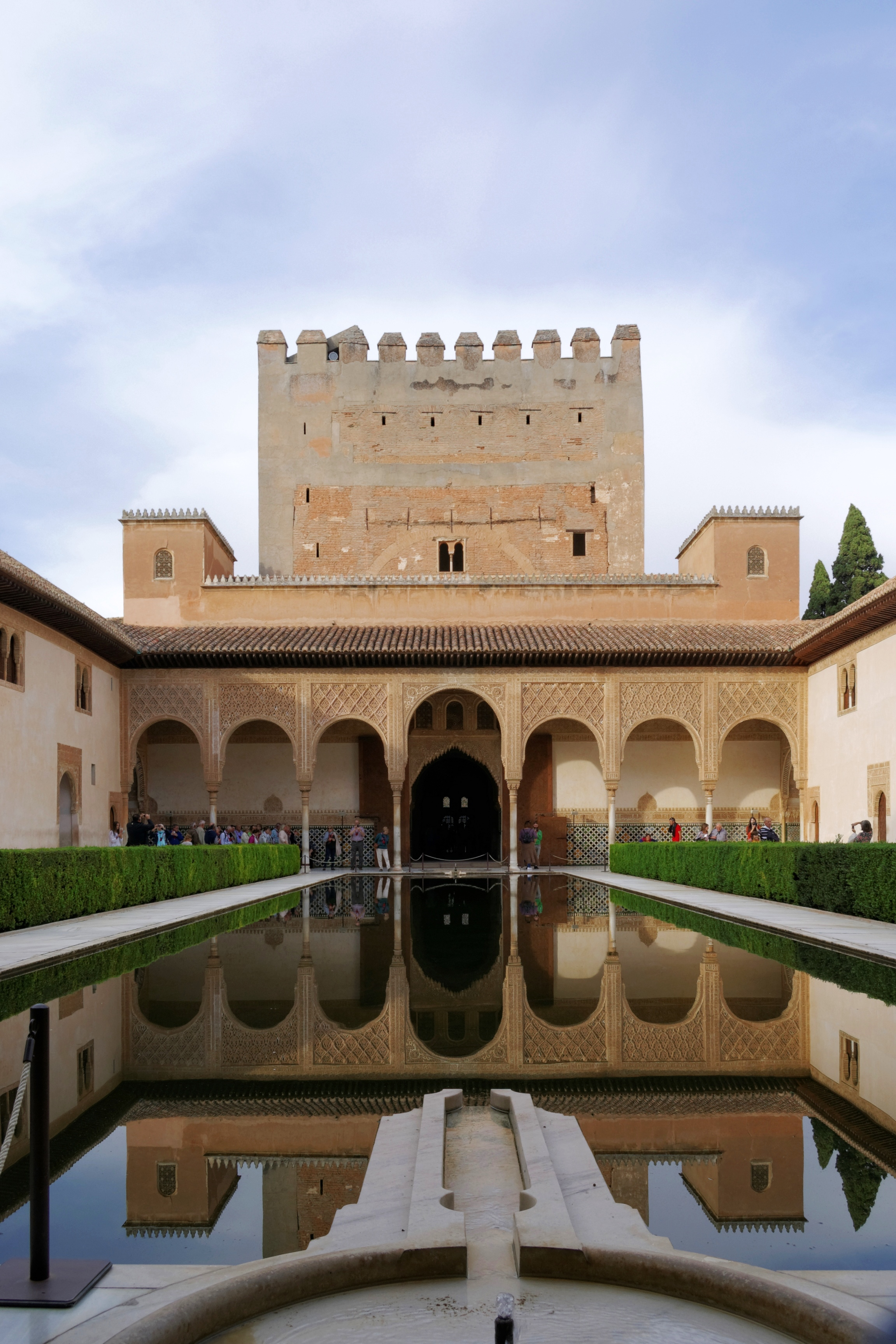
Dziedziniec Arrayanes w Alhambrze

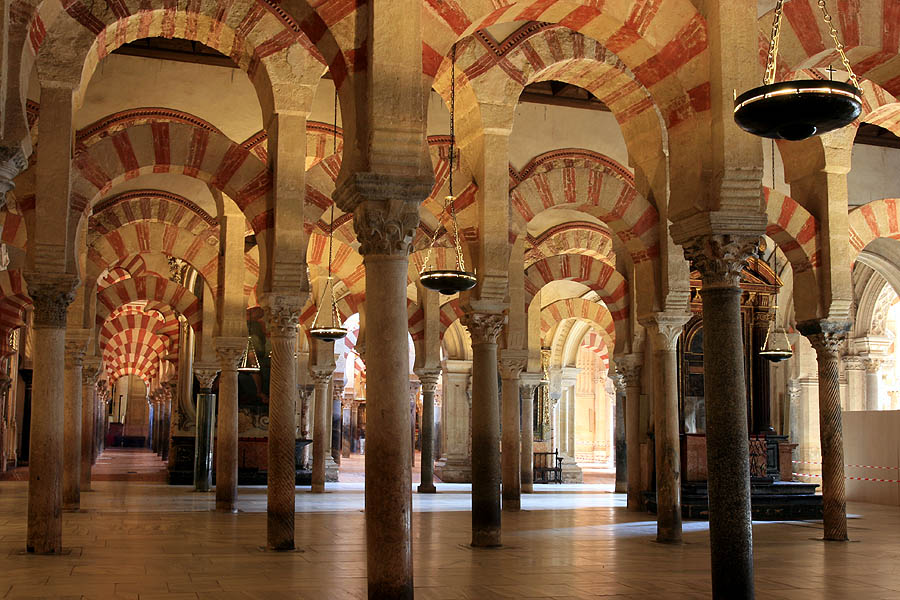
Mezquita (Meczet) w Kordobie

W starożytności niewielkie królestwo Maure (część Numidii) było handlowym partnerem Kartaginy. Podczas II wojny punickiej dwaj królowie numidyjscy stanęli po przeciwnych stronach, Syfaks wspierał zbrojnie Kartaginę, Masynissa Rzymian, przyczyniając się do zwycięstwa pod Zamą. Również w późniejszych czasach Numidyjczycy to wojowali z Rzymem, to zawierali z nim traktaty pokojowe. Za panowania Jugurty wybuchła wojna, ale król Juba, pierwszy władca nowo utworzonej Mauretanii, był uważany w Rzymie za przyjaciela. Za panowania jego następcy, w rezultacie licznych konfliktów, cały region dostał się w roku 40 n.e. pod panowanie Rzymu, jako prowincje Mauretania Tingitana i Mauretania Caesariensis; obszar wokół Kartaginy był już wówczas częścią prowincji Africa. Władza Rzymu przynosiła określone korzyści dla prowincji, co spowodowało, że ziemie te na stałe wtopiły się w imperium.
W czasach chrześcijańskich działali tu dwaj znakomici przedstawiciele Kościoła – Tertulian i święty Augustyn. Po upadku cesarstwa ziemiami tymi zarządzali królowie germańskich Wandalów, ale w sto lat później przejęli je władcy Bizancjum. Niezależnie jednak od tego, kto panował na wybrzeżu, wnętrze lądu nadal było we władaniu Berberów. W VIII wieku Berberowie przez ponad 50 lat powstrzymywali armie arabskie nadciągające ze wschodu. Szczególnie silny opór stawiła im Kahina, berberyjska prorokini z Awras, w latach 690–701. Jednakże w końcu muzułmanie zapanowali nad całą Afryką Północną.
Do roku 711 muzułmańscy już Maurowie pobili chrześcijańskich Wizygotów i zajęli Hiszpanię. Pod wodzą Tarika i jego następców, w ciągu trwającej blisko osiem lat kampanii, podporządkowali sobie niemal cały półwysep. Następnie przekroczyli Pireneje, ale zostali pokonani przez Franków pod wodzą Karola Młota, w bitwie pod Poitiers w roku 732. Państwo Maurów w latach pięćdziesiątych VIII wieku pogrążyło się w zamęcie wojny domowej, więc dalsze postępy w Europie musiały zostać zaniechane.
Maurowie władali niemal całym Półwyspem Iberyjskim, który nazywali Al-Andalus, z wyjątkiem ziem położonych na północnym zachodzie (Asturia, gdzie zostali pobici w bitwie pod Covadongą) oraz większości Kraju Basków w Pirenejach. Jednak już w latach osiemdziesiątych XI wieku królestwo Leónu sięgało Tagu, granicząc na wschodzie z Nawarrą i Aragonią. Przez kilka dziesięcioleci Maurowie władali też prawie całą Afryką północno-zachodnią. I jakkolwiek liczba etnicznych Maurów pozostała w zdecydowanej mniejszości, wiele lokalnych plemion, które przeszły na islam, zaczęło uważać się za ich współziomków. Według Ronalda Segala około 5,6 miliona spośród 7 milionów mieszkańców ówczesnej Hiszpanii i Portugalii przeszło do roku 1200 (bez stosowania bezpośredniego przymusu) na islam.
Prześladowania mahometan i zmuszanie ich do przechodzenia na katolicyzm od czasu rozpoczęcia rekonkwisty do końca XIV wieku, co spowodowało masową ucieczkę ludności muzułmańskiej na kontynent afrykański, są uważane za bezpośrednią przyczynę zmniejszenia się liczby hiszpańskich Maurów o ponad dwie trzecie. Znacznie jednak wcześniej wyraźną oznaką ich upadku był podział kraju na liczne, a niewielkie państwa islamskie, zwane taifami, z których znaczna część powstała po upadku kalifatu kordobańskiego.
Z chrześcijańskiej enklawy w królestwie Asturii, niewielkiego wizygockiego państwa na północnym zachodzie Hiszpanii, rozpoczął się w X wieku proces spychania Maurów na południe i odbierania im kolejnych terytoriów. Nowe państwa chrześcijańskie, jak: Nawarra, Galicja, León, Portugalia, Aragonia, Katalonia, znane także jako Marca Hispanica (czyli Marchia Hiszpańska), i wreszcie Kastylia podjęły ekspansję, by w ciągu kilku stuleci skonsolidować nowe państwo hiszpańskie pod sztandarami rekonkwisty.
W roku 1212 koalicja królów chrześcijańskich pod przywództwem Alfonsa VIII Kastylijskiego wyparła muzułmanów z centrum półwyspu. Jednakże na południu przez blisko trzy stulecia przetrwał mauretański kalifat Grenady. W czasach dzisiejszych państwo to znane jest zwłaszcza z zachowanych pereł architektury mauretańskiej, jak np. pałac kalifów w Al-ambrze. 2 stycznia 1492 roku ostatni obrońcy Grenady skapitulowali przed armią zjednoczonej Hiszpanii powstałej po zawarciu związku małżeńskiego przez Ferdynanda Aragońskiego i Izabelę Kastylijską. Pozostali w Hiszpanii muzułmanie i żydzi zmuszeni zostali albo do opuszczenia kraju, albo do przyjęcia katolicyzmu pod groźbą utraty większości praw obywatelskich, a nawet życia.
Powstała w roku 1480 z inicjatywy pary monarszej hiszpańska inkwizycja skierowana była swym ostrzem przede wszystkim przeciw tym muzułmanom i żydom, którzy – jak podejrzewano – tylko pozornie przeszli na katolicyzm, w rzeczywistości sekretnie wyznając swoją dawną religię (nazywano ich wówczas moryskami i marranami), jak również przeciwko wszelkiego typu heretykom odrzucającym chrześcijaństwo w myśl zasad Kościoła katolickiego i praktykującym mistycyzm lub spirytualizm. Na znacznych obszarach w Aragonii i Andaluzji Moryskowie stanowili znaczny odsetek ludności rolniczej, nim po nieudanym powstaniu zostali, w latach 1609–1614, wygnani z kraju. Przypuszcza się, że los ten spotkał około 300 tys. osób. Uciekinierzy zasilili rosnące wówczas w siłę emiraty Algieru i Oranu.
Zdaniem historyka Richarda Fletchera: liczba Arabów w Hiszpanii była raczej niewielka. Hiszpańskimi Maurami byli przede wszystkim Berberowie z Afryki północno-zachodniej. Berberów mogło tu być około 400 tys., podczas gdy Arabów nie więcej niż 40 tys..

## Stosunki religijne
Dzieje kalifatu kordobańskiego są powszechnie uznawane za okres tolerancji religijnej i pokojowego współżycia, określanego przez niektórych historyków hiszpańskich jako convivencia. Obraz ten jest jednak obecnie krytykowany przez część historyków i dyskutowany. Krytycy uważają, że w rzeczywistości taki stan rzeczy utrzymywał się tylko okresowo i ograniczał się do kręgów dworskich i elit intelektualnych. Wiemy na pewno, że wyznawcy chrześcijaństwa i judaizmu nie byli traktowani na równi z muzułmanami. W różnych okresach Żydzi byli usuwani z Hiszpanii, a chrześcijanie stale traktowani jako obywatele drugiej kategorii. Kalifat Kordoby upadł w roku 1031, a władzę przejęła na krótko dynastia Almorawidów. W tym okresie rządów Berberów w Hiszpanii miejsca na tolerancję religijną już nie było, podobnie jak w okresie rekonkwisty.

## Architektura
Typowa dla mauretańskiej sztuki Hiszpanii jest dekoracja stalaktytowa łuków podkreślająca wertykalizm budowli. Ważną dla tego stylu budowlą jest meczet w Kordobie z VIII-IX wieku; Jego centralnym miejscem jest wielka sala modlitw podzielona kolumnadami na dziewiętnaście części.
Przykładem wykwintnej architektury mauretańskiej jest Alhambra w Grenadzie, pałac zbudowany w latach 1232–1273 i rozbudowywany do XIV wieku. Został zaplanowany wokół dwóch dziedzińców, z których przypuszczalnie większe znaczenie miał Dziedziniec Lwów, nazwany tak od rzeźb lwów dźwigających czaszę fontanny. Cechuje go niezwykła wytworność ornamentów rozrzuconych hojnie po ścianach i łukach, inkrustowanych posadzek, rzeźbionych kolumn i kapiteli.
Fatalizm sztuki islamu znajdował swe odbicie w ziemskim pięknie architektury, które miało być niejako wstępem do szczęścia niebiańskiego. Sztuka hiszpańska, tak renesansowa, jak i nowożytna, wiele zawdzięcza wpływom mauretańskim.